# Apophylia brancuccii
Apophylia brancuccii là một loài bọ cánh cứng trong họ Chrysomelidae. Loài này được Medvedev in Medvedev & Sprecher-Uebersax miêu tả khoa học năm 1998.